# Lijst van Homo heidelbergensis-vondsten
Dit is een (onvolledige) lijst van Homo heidelbergensis-vondsten. Hierbij wordt de classificatie Homo heidelbergensis in haar ruimste zin gevolgd. Verscheidene onderzoekers beschouwen een aantal van deze vondsten als toebehorend tot aparte soorten, zoals Homo antecessor en Homo cepranensis.

## West-Azië en Europa
| land        | vindplaats                    | inventarisnr.f | alternatieve naam                        | datering             | afbeelding | opmerkingen                                                                               |
| ----------- | ----------------------------- | -------------- | ---------------------------------------- | -------------------- | ---------- | ----------------------------------------------------------------------------------------- |
| Duitsland   | Mauer                         | Mauer-1        | heidelbergmens                           | 610.000-440.000 BP   |            | naamgever van H. heidelbergensis                                                          |
| Duitsland   | Steinheim                     |                | steinheimmens                            | 300.000-250.000 BP   |            | late H. heidelbergensis of vroege neanderthaler                                           |
| Engeland    | Eartham Pit,Boxgrove          |                | boxgrovemens                             | 500.000 BP           |            |                                                                                           |
| Engeland    | Barnfield pit,Swanscombe      |                | swanscombemens                           | 400.000 BP           |            | schedelfragment                                                                           |
| Frankrijk   | grotten van Arago,Tautavel    |                | Homo erectus tautavelensis, Tautavelmens | 450.000 BP           |            | skeletresten van twee individuen                                                          |
| Frankrijk   | Grotte du Lazaret, Nice       |                |                                          |                      |            | meerdere vondsten van verschillende individuen                                            |
| Griekenland | Petralona                     | Petralona-1    | petralonamens                            | 700.000-200.000 BP   |            |                                                                                           |
| Israël      | Mugharet el-Zuttiyeh          |                | Galilea-schedel, palestinamens           | 300.000-200.000 BP   |            |                                                                                           |
| Italië      | Ceprano                       |                | Homo cepranensis, cepranomens            | 900.000 - 800.000 BP |            | wordt vaak als aparte soort Homo cepranensis of als vroege Homo heidelbergensis ingedeeld |
| Portugal    | Almonda, Torres Novas         | Aroeira-3      |                                          | 400.000 BP           |            |                                                                                           |
| Servië      | Mala Balanica                 | BH-1           |                                          | 525.000-397.000 BP   |            |                                                                                           |
| Spanje      | Sima de los Huesos, Atapuerca | Atapuerca-5    | Miguelón                                 | 430.000 BP           |            |                                                                                           |

## Afrika
Meerdere onderzoekers beschouwen de Afrikaanse vondsten als toebehorend tot een aparte soort, Homo rhodesiensis. Daarnaast worden sommige van de jongere Afrikaanse vondsten ook wel tot een eigen soort, Homo helmei, gerekend, die afstamde van Homo heidelbergensis en voorouder was van Homo sapiens.
| land        | vindplaats               | inventarisnr. | alternatieve naam                        | datering           | afbeelding | opmerkingen                          |
| ----------- | ------------------------ | ------------- | ---------------------------------------- | ------------------ | ---------- | ------------------------------------ |
| Algerije    | Tighennif                |               | Atlanthropus mauritanicus, ternifinemens | 700.000 BP         |            |                                      |
| Ethiopië    | Bodo D'ar, Awash-vallei  |               | bodomens                                 | 600.000 BP         |            |                                      |
| Ethiopië    | Gawis                    |               | gawismens                                | 500.000-200.000 BP |            |                                      |
| Tanzania    | Ndutu-meer, Olduvaikloof | Ndutu-1       | Ndutumens                                | 400.000-200.000 BP |            | volgens sommigen vroege Homo sapiens |
| Zambia      | Kabwe                    | Kabwe-1       | rhodesiëmens                             | 300.000-120.000 BP |            |                                      |
| Zuid-Afrika | Elandsfontein, Hopefield |               | saldanhamens                             | 300.000 BP         |            |                                      |

## Oost- en Zuidoost-Azië
De aanwezigheid van Homo heidelbergensis in Oost- en Zuidoost-Azië is onzeker. Er zijn tot nu toe geen met zekerheid geïdentificeerde fossielen bekend. Anderzijds lijkt de latere denisovamens in ieder geval ten dele af te stammen van H. heidelbergensis.
| land  | vindplaats              | inventarisnr.      | alternatieve naam | datering             | afbeelding | opmerkingen                                      |
| ----- | ----------------------- | ------------------ | ----------------- | -------------------- | ---------- | ------------------------------------------------ |
| China | Xuetangliangzi, Yunxian |                    | Yunxianmens       | 600.000 - 400.000 BP |            | mogelijk H. heidelbergensis                      |
| China | Maba, nabij Shaoguan    | Maba-1, IVPP PA 84 | mabamens          | 129.000 BP           |            | mogelijk late H. heidelbergensis of denisovamens |
| China | Dali, Weinan            |                    | dalimens          | 260.000 BP           |            | mogelijk late H. heidelbergensis of denisovamens |